# احمد العباس
احمد العباس (انگلیسی: Ahmad al-Abbas; نامشخص – ۱۶۵۹) آخرین سلطان سعدیان مراکش بود که از سال ۱۶۵۵ تا ۱۶۵۹ حکومت کرد.